# Palacio de Deportes Olivo Arena
El Palacio de Deportes Olivo Arena , conocido simplemente como Olivo Arena es un pabellón de la ciudad de Jaén (España). En él juega sus partidos de Primera División de fútbol sala el Jaén Paraíso Interior y también se albergan grandes eventos.

## Historia
El pabellón se inaugura en 2021 y se convierte en la nueva casa del Jaén Paraíso Interior para disputar sus partidos de Primera División de fútbol sala.
Puede albergar distintos tipos de eventos.
Del 31 de marzo al 3 de abril de 2022 se disputó la Copa de España de fútbol sala 2022.

## Instalaciones
El pabellón dispone de una pista principal, mayormente utilizada para el fútbol sala o baloncesto y también dispone de: vestuarios, camerinos, salas polivalentes, oficinas, salas de prensa Y salón de actos.

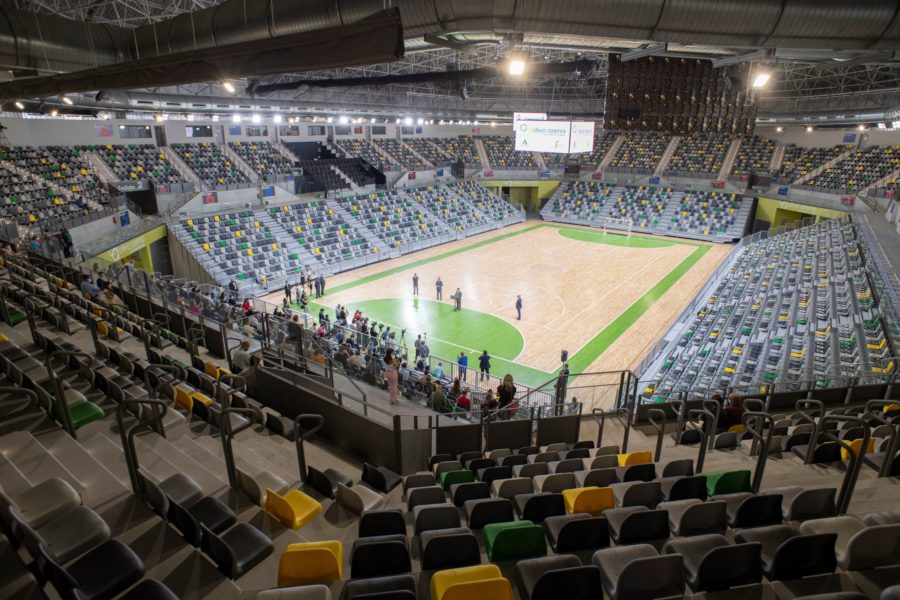
Fotos del palacio de deportes olivo arena de Jaén

## Eventos
- Se disputan los partidos de Primera División de fútbol sala del Jaén Paraíso Interior.
- Se celebran distintos eventos, especialmente deportivos.
- El 5 de marzo de 2022 se disputó el Campeonato de España Junior de taekwondo.
- Del 31 de marzo al 3 de abril de 2022 se disputó la Copa de España de fútbol sala 2022.
- Del 14 de mayo al 15 de mayo de 2022 se disputó la Final Four de la Copa del Rey de fútbol sala 2022.[4]
- El 16 de mayo de 2022 los Harlem Globetrotters llevaron a cabo un espectáculo.[5]
- El DJ argentino Bizarrap actuó, junto con otros 10 artistas, el sábado 18 de junio de 2022.[6]
- Del 4 al 10 de septiembre de 2022 se disputó la fase final de la Eurocopa sub-19 de fútbol sala de la UEFA.[7]